# Książęta Noailles

herb rodziny książęcej de Noailles

Książę Noailles - tytuł szlachecki ustanowiony w 1663 roku. Trzeci, piąty i szósty książę zostali kawalerami Orderu Złotego Runa, drugi, trzeci i czwarty marszałkami, a pierwszy hrabią Ayen.
1. 1663–1678: Anne (ok. 1613–1678), par Francji, hrabia Ayen
2. 1678–1708: Anne Jules (1650–1708), par i marszałek Francji
3. 1708–1766: Adrian Maurycy (1678–1766), par i marszałek Francji, minister spraw zagranicznych Francji (1744)
4. 1766–1793: Ludwik (1713–1793), par i marszałek Francji
5. 1793–1824: Jan Ludwik (1739–1824), wojskowy i chemik, markiz Maintenon, par Francji, członek Francuskiej Akademii Nauk. Ze względu na brak męskiego potomka, tytuł przeszedł na syna 4 księcia Noailles
6. 1824–1885: Paweł (1802–1885), historyk, par Francji, członek Akademii Francuskiej
7. 1885–1895: Juliusz Karol (1826–1895)
8. 1895–1953: Adrian Maurycy (1869–1953)
9. 1953–2009: Franciszek Agenor (1905–2009)
10. 2009-        : Helie Marie (ur. 1943).

Inni znani członkowie rodu de Noailles:
- Emmanuel Marie Louis de Noailles;
- Antoni, 1 hrabia Noailles;
- Emmanuel Henri Victurnien de Noailles (1830–1909) - dyplomata, historyk, pisarz;